# 今別町
今別町（いまべつまち）は、青森県の北部に位置する町である。東津軽郡に属す。津軽半島の北端にあり、三厩湾に面している。
地名の由来は、伝承によると源義経一行が北上する途中、当地付近の川に行き、大雨の後に川を見に行ったところ、大幅に水量が増加していたので浅瀬が淵になったと驚き、この地を「今淵」（いまぶち）と命名したとされる（古い文献では「今淵」と表記されている）。この「今淵」（いまぶち）がのちに訛って「今別」（いまべつ）になったとされる。戦後からは、アイヌ語のイ・マ・ペッ（それ・焼く・川）が由来であるとの異説も提唱されている。

## 地理
東西を四ッ滝山と丸屋形岳に囲まれ、北を三厩湾に面する。主に三厩湾に注ぐ、今別川の流域と、長川、黒崎川の流域を町の範囲とする。
- 海：三厩湾
- 崎：鋳釜崎、高野崎、弁天崎
- 山：丸屋形岳、四ッ滝山、坊主岳、鳥岳、尖岳、袴腰岳、木無岳、横岳、浜名岳、品岳、小国峠
- 河川：今別川、長川、黒崎川、中宇田川、関口川、安兵衛川、上股川、与茂内川、袰月川、砂ヶ森川、鬼泊川、左六助沢、和徳沢、赤川沢、弥五左衛門沢、槌菱沢、品川沢
- 滝：だるま滝

### 隣接している自治体
- 五所川原市
- 東津軽郡外ヶ浜町

## 気候
寒暖の差が大きく気温の年較差、日較差が大きい顕著な大陸性気候である。降雪量が多く、特別豪雪地帯に指定されている。
| 今別（1991年 - 2020年）の気候      | 今別（1991年 - 2020年）の気候 | 今別（1991年 - 2020年）の気候 | 今別（1991年 - 2020年）の気候 | 今別（1991年 - 2020年）の気候 | 今別（1991年 - 2020年）の気候 | 今別（1991年 - 2020年）の気候 | 今別（1991年 - 2020年）の気候 | 今別（1991年 - 2020年）の気候 | 今別（1991年 - 2020年）の気候 | 今別（1991年 - 2020年）の気候 | 今別（1991年 - 2020年）の気候 | 今別（1991年 - 2020年）の気候 | 今別（1991年 - 2020年）の気候 |
| 月                                 | 1月                           | 2月                           | 3月                           | 4月                           | 5月                           | 6月                           | 7月                           | 8月                           | 9月                           | 10月                          | 11月                          | 12月                          | 年                            |
| ---------------------------------- | ----------------------------- | ----------------------------- | ----------------------------- | ----------------------------- | ----------------------------- | ----------------------------- | ----------------------------- | ----------------------------- | ----------------------------- | ----------------------------- | ----------------------------- | ----------------------------- | ----------------------------- |
| 最高気温記録 °C （°F）             | 11.3 (52.3)                   | 18.0 (64.4)                   | 18.3 (64.9)                   | 25.7 (78.3)                   | 29.7 (85.5)                   | 30.8 (87.4)                   | 32.9 (91.2)                   | 33.7 (92.7)                   | 33.3 (91.9)                   | 26.4 (79.5)                   | 22.8 (73)                     | 15.8 (60.4)                   | 33.7 (92.7)                   |
| 平均最高気温 °C （°F）             | 1.6 (34.9)                    | 2.3 (36.1)                    | 6.1 (43)                      | 12.2 (54)                     | 16.9 (62.4)                   | 20.2 (68.4)                   | 24.0 (75.2)                   | 25.9 (78.6)                   | 23.2 (73.8)                   | 17.3 (63.1)                   | 10.5 (50.9)                   | 4.2 (39.6)                    | 13.7 (56.7)                   |
| 日平均気温 °C （°F）               | −0.8 (30.6)                   | −0.4 (31.3)                   | 2.5 (36.5)                    | 7.7 (45.9)                    | 12.4 (54.3)                   | 16.0 (60.8)                   | 20.3 (68.5)                   | 22.1 (71.8)                   | 18.9 (66)                     | 13.0 (55.4)                   | 7.0 (44.6)                    | 1.4 (34.5)                    | 10.0 (50)                     |
| 平均最低気温 °C （°F）             | −3.3 (26.1)                   | −3.2 (26.2)                   | −0.9 (30.4)                   | 3.3 (37.9)                    | 8.1 (46.6)                    | 12.4 (54.3)                   | 17.3 (63.1)                   | 19.0 (66.2)                   | 15.1 (59.2)                   | 8.8 (47.8)                    | 3.5 (38.3)                    | −1.3 (29.7)                   | 6.6 (43.9)                    |
| 最低気温記録 °C （°F）             | −10.7 (12.7)                  | −11.2 (11.8)                  | −9.0 (15.8)                   | −4.4 (24.1)                   | −0.5 (31.1)                   | 3.9 (39)                      | 9.4 (48.9)                    | 11.0 (51.8)                   | 5.8 (42.4)                    | 1.1 (34)                      | −6.1 (21)                     | −10.4 (13.3)                  | −11.2 (11.8)                  |
| 降水量 mm （inch）                 | 137.0 (5.394)                 | 103.1 (4.059)                 | 98.1 (3.862)                  | 98.5 (3.878)                  | 105.6 (4.157)                 | 86.6 (3.409)                  | 129.4 (5.094)                 | 191.9 (7.555)                 | 167.2 (6.583)                 | 159.0 (6.26)                  | 176.4 (6.945)                 | 167.0 (6.575)                 | 1,619.8 (63.772)              |
| 降雪量 cm （inch）                 | 163 (64.2)                    | 131 (51.6)                    | 87 (34.3)                     | 5 (2)                         | 0 (0)                         | 0 (0)                         | 0 (0)                         | 0 (0)                         | 0 (0)                         | 0 (0)                         | 14 (5.5)                      | 103 (40.6)                    | 503 (198)                     |
| 平均降水日数 （≥1.0 mm）           | 22.7                          | 18.1                          | 15.6                          | 11.9                          | 10.8                          | 9.1                           | 10.2                          | 10.6                          | 12.1                          | 14.2                          | 18.3                          | 22.6                          | 176.1                         |
| 平均月間日照時間                   | 36.1                          | 58.0                          | 123.7                         | 189.1                         | 205.8                         | 173.6                         | 140.7                         | 161.4                         | 160.2                         | 138.3                         | 74.7                          | 39.1                          | 1,500.7                       |
| 出典1：Japan Meteorological Agency |                               |                               |                               |                               |                               |                               |                               |                               |                               |                               |                               |                               |                               |
| 出典2：気象庁                      |                               |                               |                               |                               |                               |                               |                               |                               |                               |                               |                               |                               |                               |

## 歴史
- 1889年（明治22年）4月1日：村制施行により、今別村、一本木村がそれぞれ誕生。
- 1955年（昭和30年）3月31日：今別村と一本木村が合併して、今別町となる。
- 2022年（令和4年）5月16日：町長の中嶋久彰が青森県警察に逮捕された。町営住宅の改装工事をめぐり官製談合を行った疑い[4]。同年8月16日、青森地方裁判所は前町長に対し懲役1年6月、執行猶予3年を言い渡した[5]。

## 行政
- 町長：阿部義治（2022年8月 - ）[6]

## 地域

### 人口
平成27年国勢調査より前回調査からの人口増減をみると、14.33％減の2,756人であり、増減率は県下40市町村中38位。
| |                                        |  |
| 今別町と全国の年齢別人口分布（2005年） | 今別町の年齢・男女別人口分布（2005年） |  |
| ■紫色 ― 今別町 ■緑色 ― 日本全国 | ■青色 ― 男性 ■赤色 ― 女性              |  |
| 今別町（に相当する地域）の人口の推移 \| 1970年（昭和45年） \| 7,358人 \| \| \| 1975年（昭和50年） \| 7,208人 \| \| \| 1980年（昭和55年） \| 7,113人 \| \| \| 1985年（昭和60年） \| 6,099人 \| \| \| 1990年（平成2年） \| 4,978人 \| \| \| 1995年（平成7年） \| 4,737人 \| \| \| 2000年（平成12年） \| 4,124人 \| \| \| 2005年（平成17年） \| 3,816人 \| \| \| 2010年（平成22年） \| 3,217人 \| \| \| 2015年（平成27年） \| 2,756人 \| \| \| 2020年（令和2年） \| 2,334人 \| \| |                                        |  |
| 総務省統計局 国勢調査より |                                        |  |
| 1970年（昭和45年） | 7,358人                                |  |
| 1975年（昭和50年） | 7,208人                                |  |
| 1980年（昭和55年） | 7,113人                                |  |
| 1985年（昭和60年） | 6,099人                                |  |
| 1990年（平成2年） | 4,978人                                |  |
| 1995年（平成7年） | 4,737人                                |  |
| 2000年（平成12年） | 4,124人                                |  |
| 2005年（平成17年） | 3,816人                                |  |
| 2010年（平成22年） | 3,217人                                |  |
| 2015年（平成27年） | 2,756人                                |  |
| 2020年（令和2年） | 2,334人                                |  |

### 教育
- 中学校
  - 今別町立今別中学校
- 小学校
  - 今別町立今別小学校

### 所管警察署
- 外ヶ浜警察署

### 神社・寺院

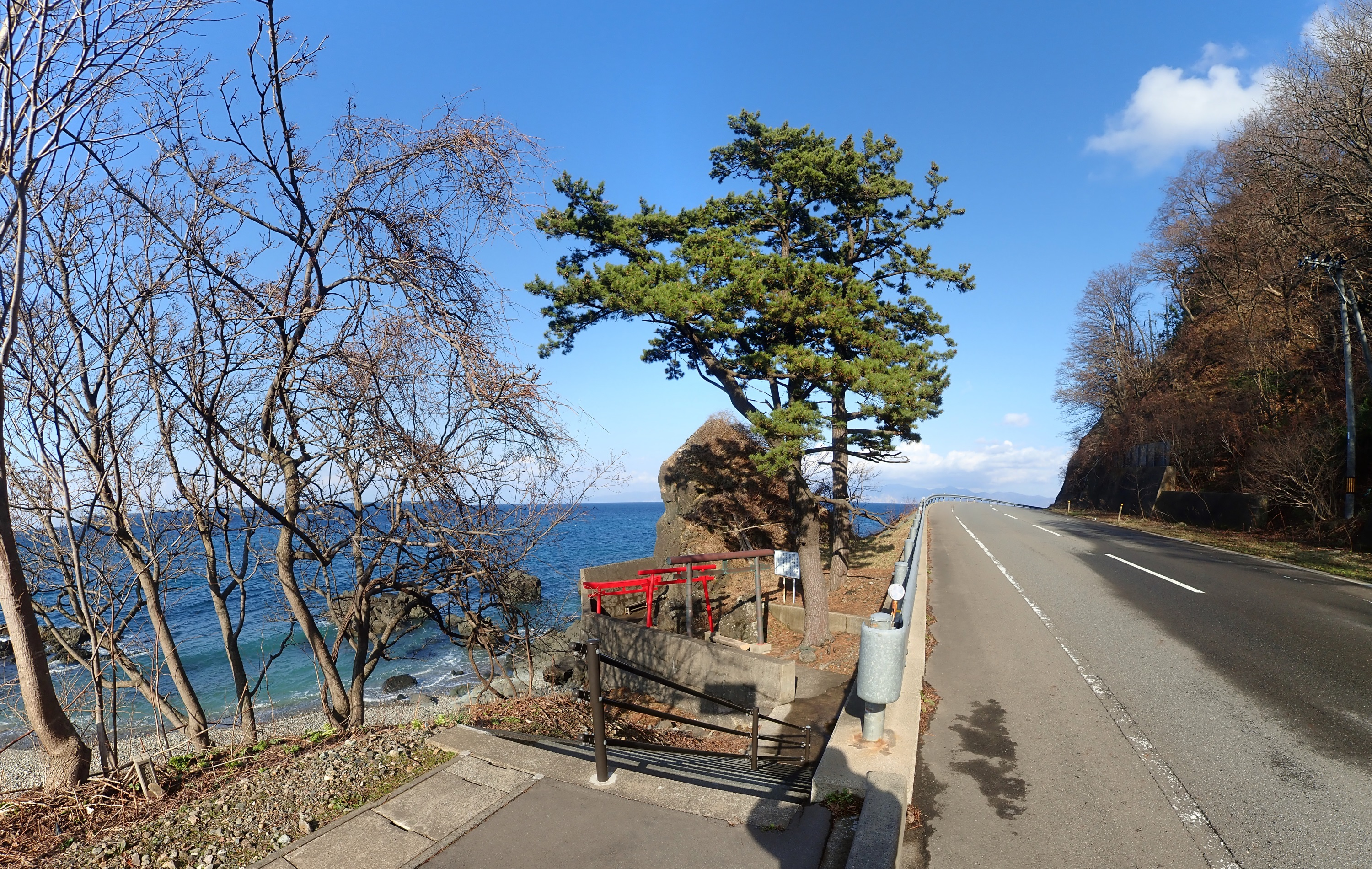
鬼泊岩屋観音

- 宇賀神社
- 稲荷神社
- 義経寺（ぎけいじ）
- 正光寺
- 本覚寺
- 高野山観音
- 袰月海雲洞釈迦堂
- 鬼泊岩屋観音

## 産業

### 漁業
- 今別漁港
- 一本木漁港

### 郵便

#### 直営郵便局
- 今別郵便局〔集配局〕（84068）
- 袰月郵便局（84035）

#### 簡易郵便局
- 大川平簡易郵便局（84724） - 2017年2月1日より一時閉鎖 [7]

## 交通

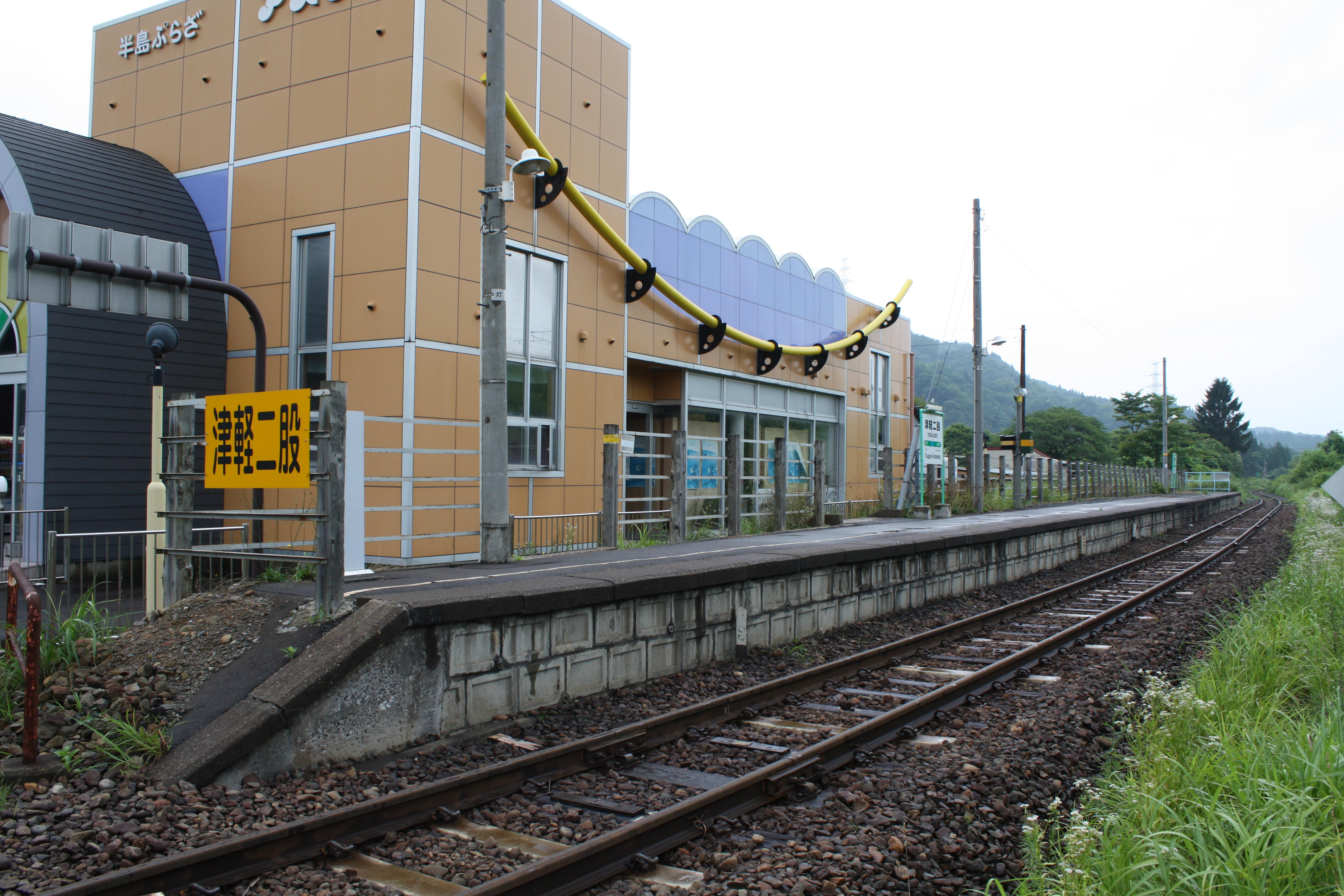
津軽二股駅と道の駅いまべつ。
北海道新幹線の奥津軽いまべつ駅は、写真右側範囲外の築堤上にある

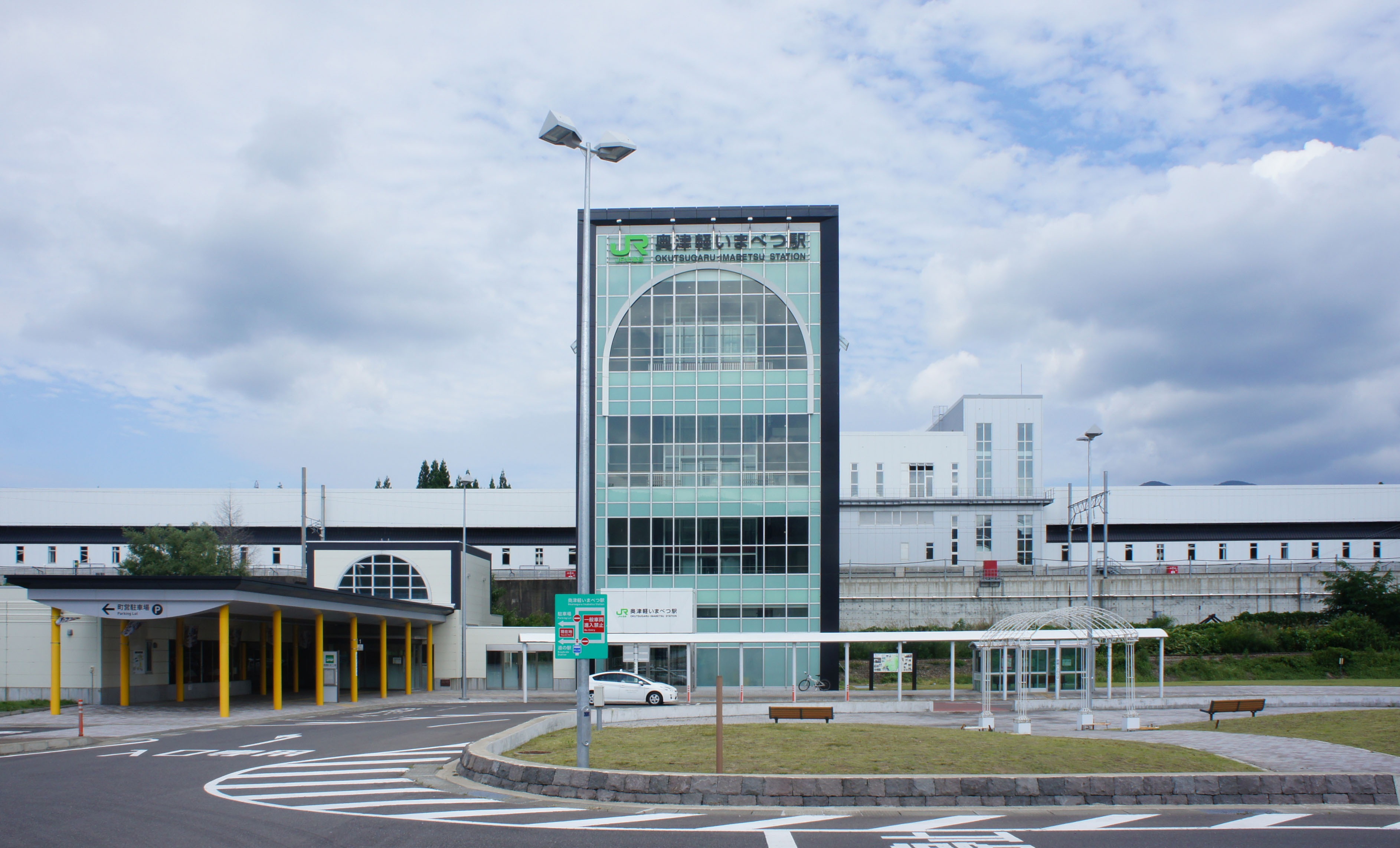
奥津軽いまべつ駅

### 鉄道
- 東日本旅客鉄道
  - 津軽線：津軽二股駅 - 大川平駅 - 今別駅 - 津軽浜名駅
- 北海道旅客鉄道
  - 北海道新幹線：奥津軽いまべつ駅（津軽二股駅と隣接）
    - 当町は、新幹線駅がある自治体では、最も人口が少ない町である。

### バス
- 弘南バス：奥津軽いまべつ駅～津軽中里駅
- 今別町巡回バス
- 外ヶ浜町循環バス

### 道路
- 一般国道
  - 国道280号
- 県道
  - 青森県道14号今別蟹田線
  - 青森県道287号奥津軽いまべつ停車場線
  - 青森県道244号今別停車場線（2015年廃止）

## 名所・旧跡・観光
- 袰月海岸 - 津軽国定公園の景勝地。
- 袰月舎利浜 - 仏舎利の代替品である舎利石の産地
- 道の駅いまべつ（半島プラザアスクル）
- 眺海の森林ウッドパーク
- 町営スキー場
- 鋳釜崎キャンプ場
- 高野崎キャンプ場
- 山崎放牧場
- 青銅塔婆 - 今別字今別。県重宝（建造物）[8]。
- 大開城跡 - 町記念物。
- 赤根沢の赤岩 - 砂ケ森字赤根沢。ベンガラの産地。県天然記念物[9]。
- だるま滝
- 鬼泊厳屋観音堂（津軽三十三所21番）
- 袰月海雲洞釈迦堂（津軽三十三所21番）
- 大銀杏 - 町天然記念物。
- 青函トンネル入口広場 - 2016年の北海道新幹線開業時には、付近に「トンネル神社」が設置された[10]。
- 荒馬まつり - 町の郷土芸能。毎年8月上旬に開催。2000年に立命館大学の学生が参加したことがきっかけで、青森県外からの大学生も祭りに参加するようになった。旧大川平小学校体育館を利用した「荒馬の里資料館」。
- 海峡の家「ほろづき」 - 中学校の廃校を利用したレクリエーション、宿泊施設（町営）、人工温泉。

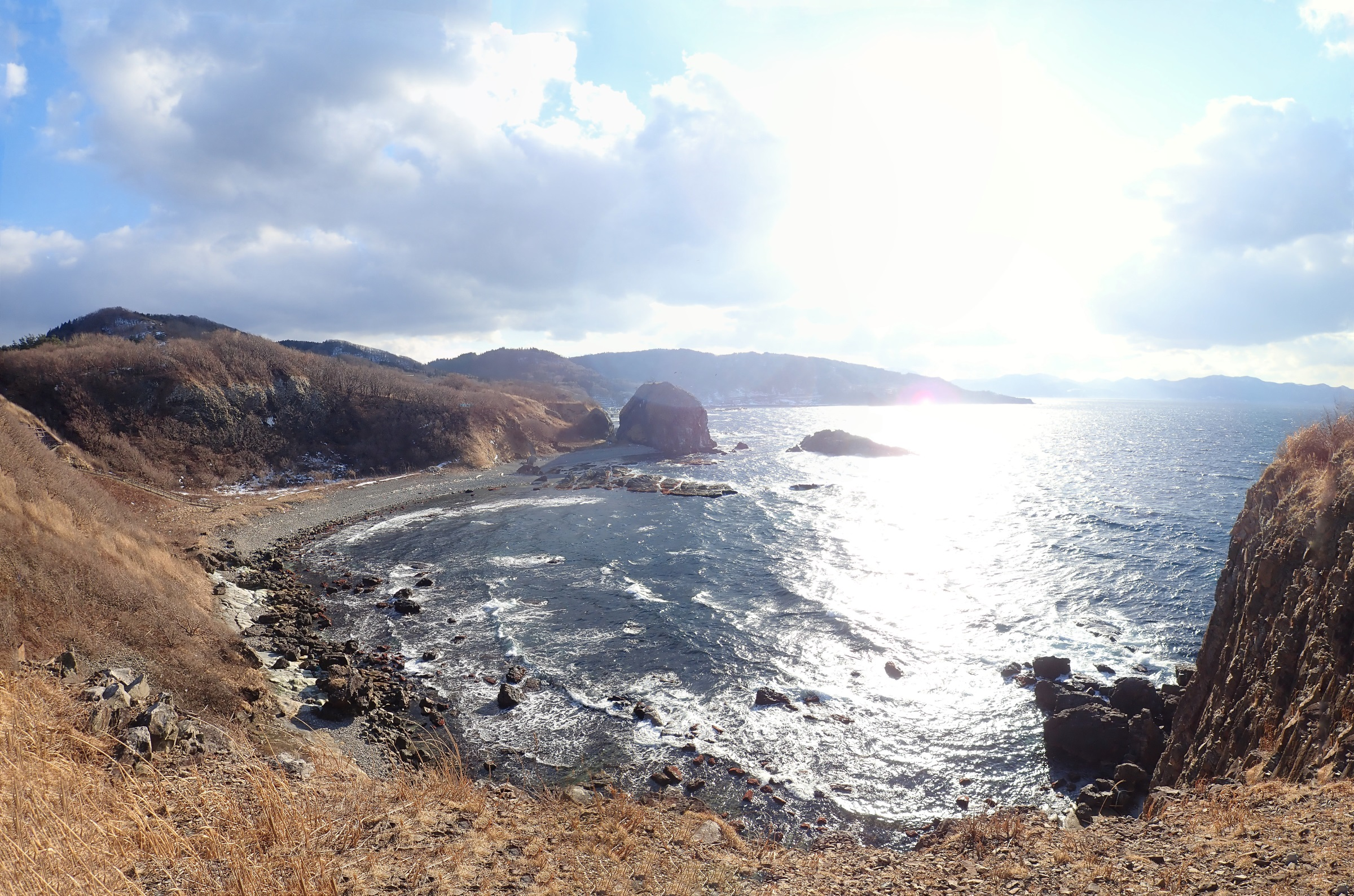
袰月海岸（冬）
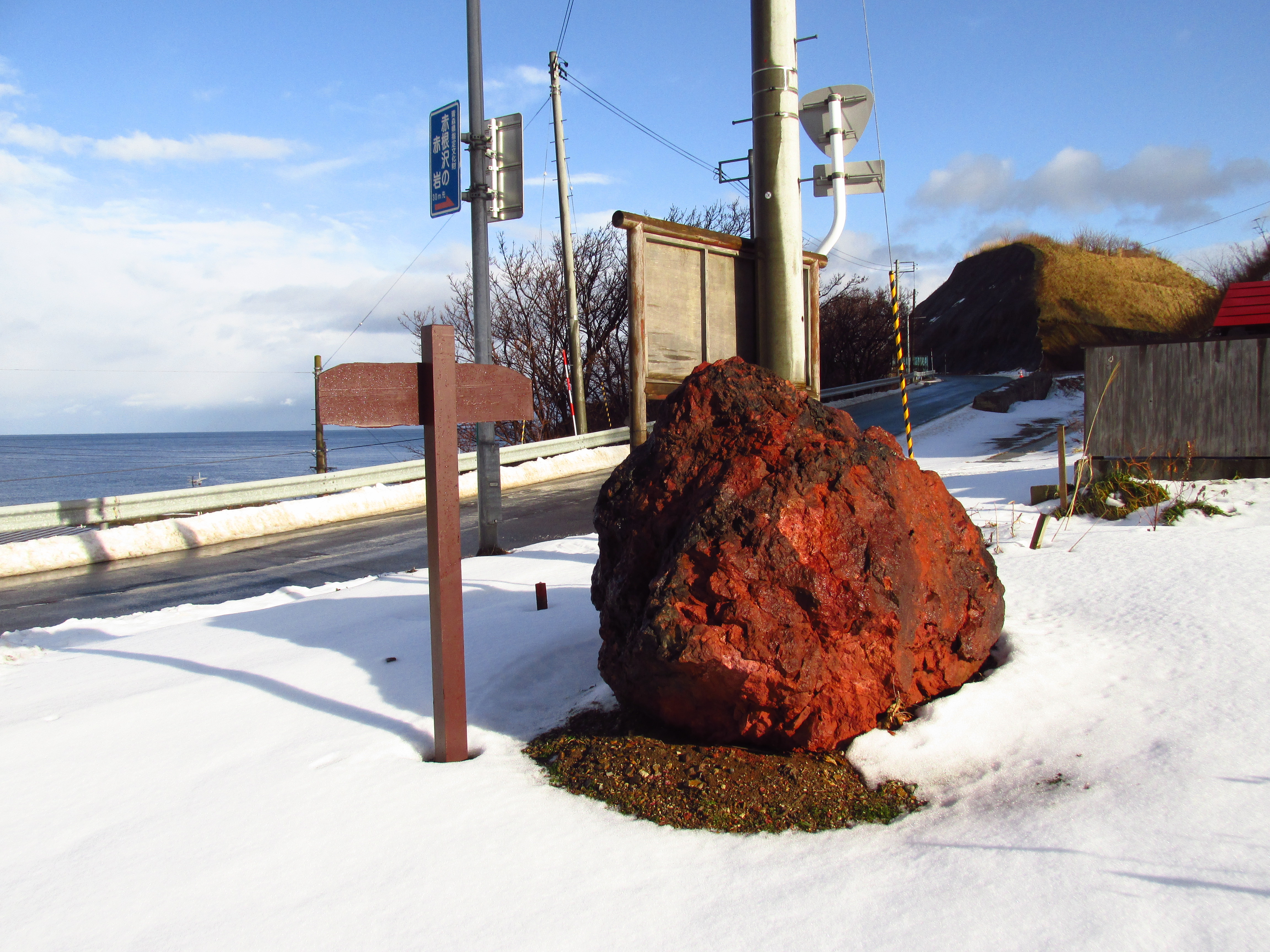
赤根沢の赤岩
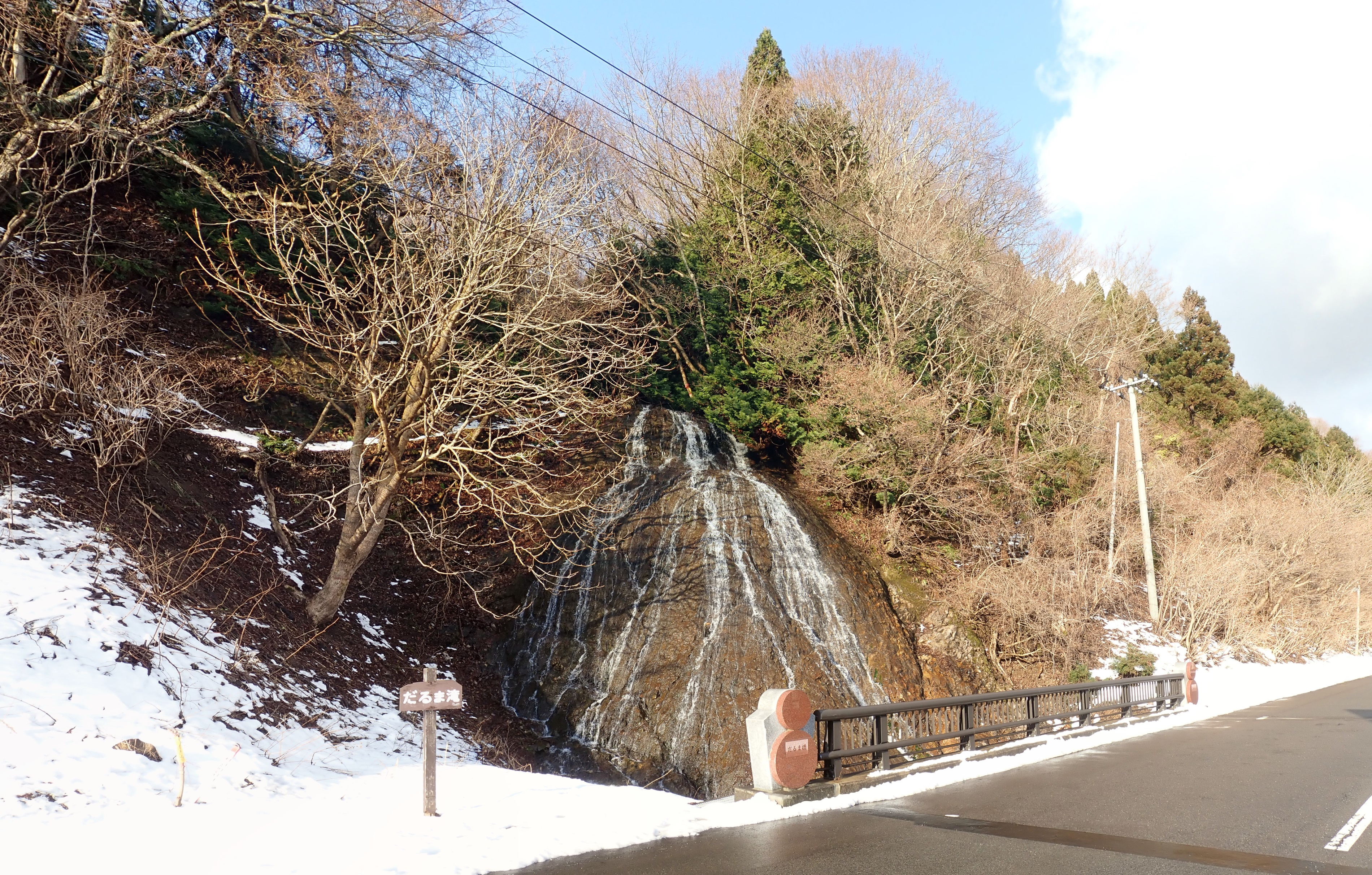
達磨様に似た形状の岩塊を流れる渓流瀑。だるま滝。
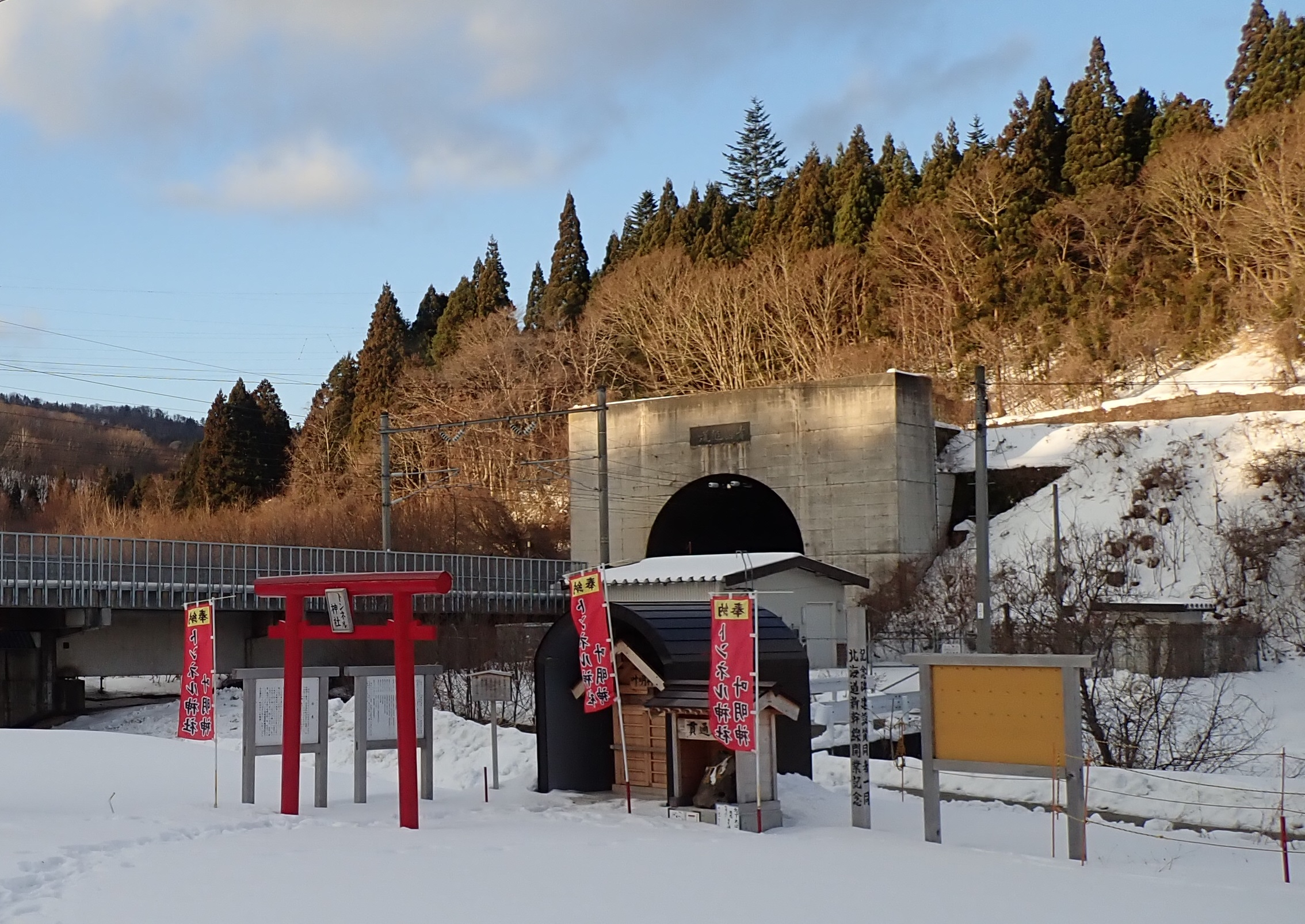
トンネル神社
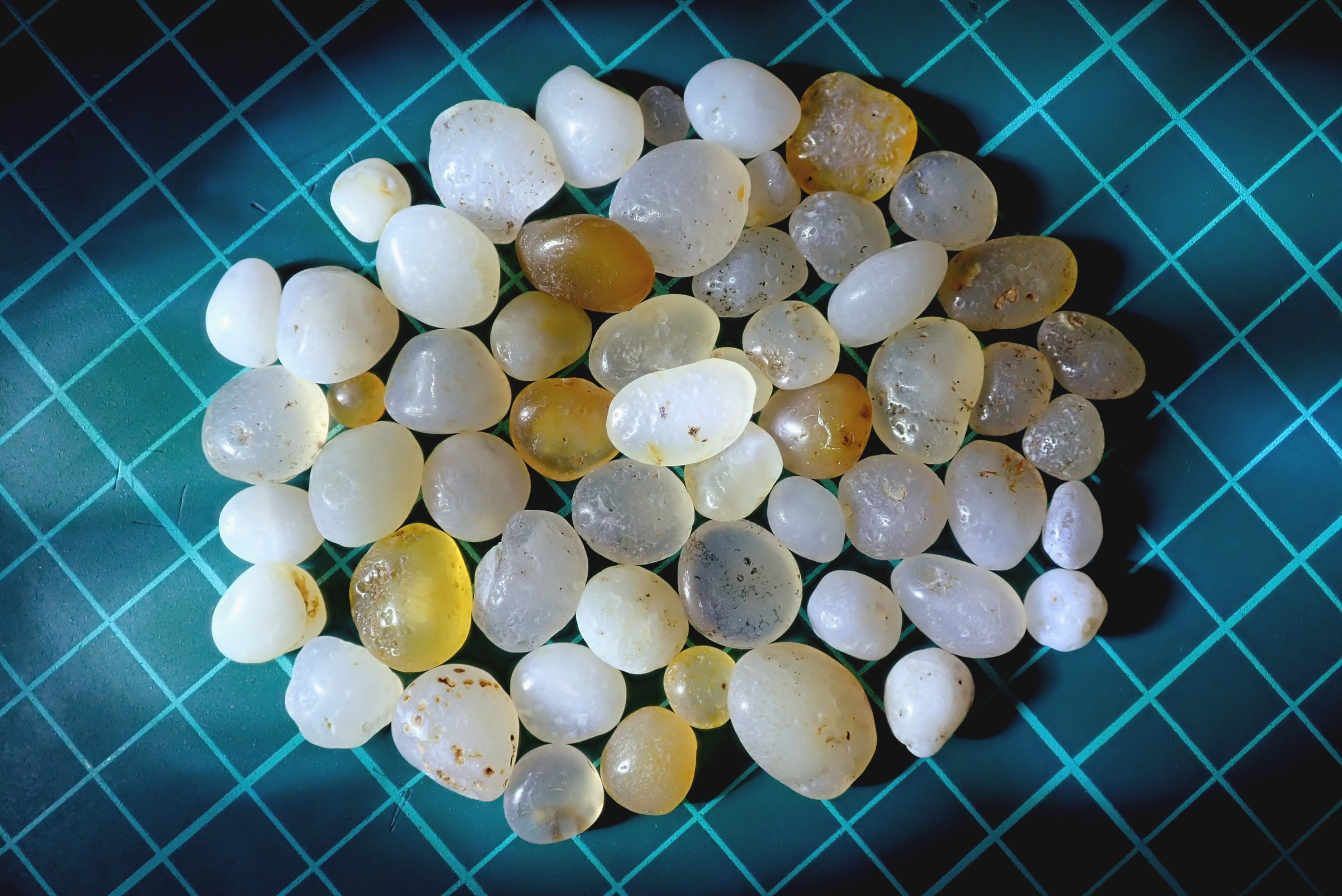
袰月周辺で採取できる仏舎利の代替品である舎利石。
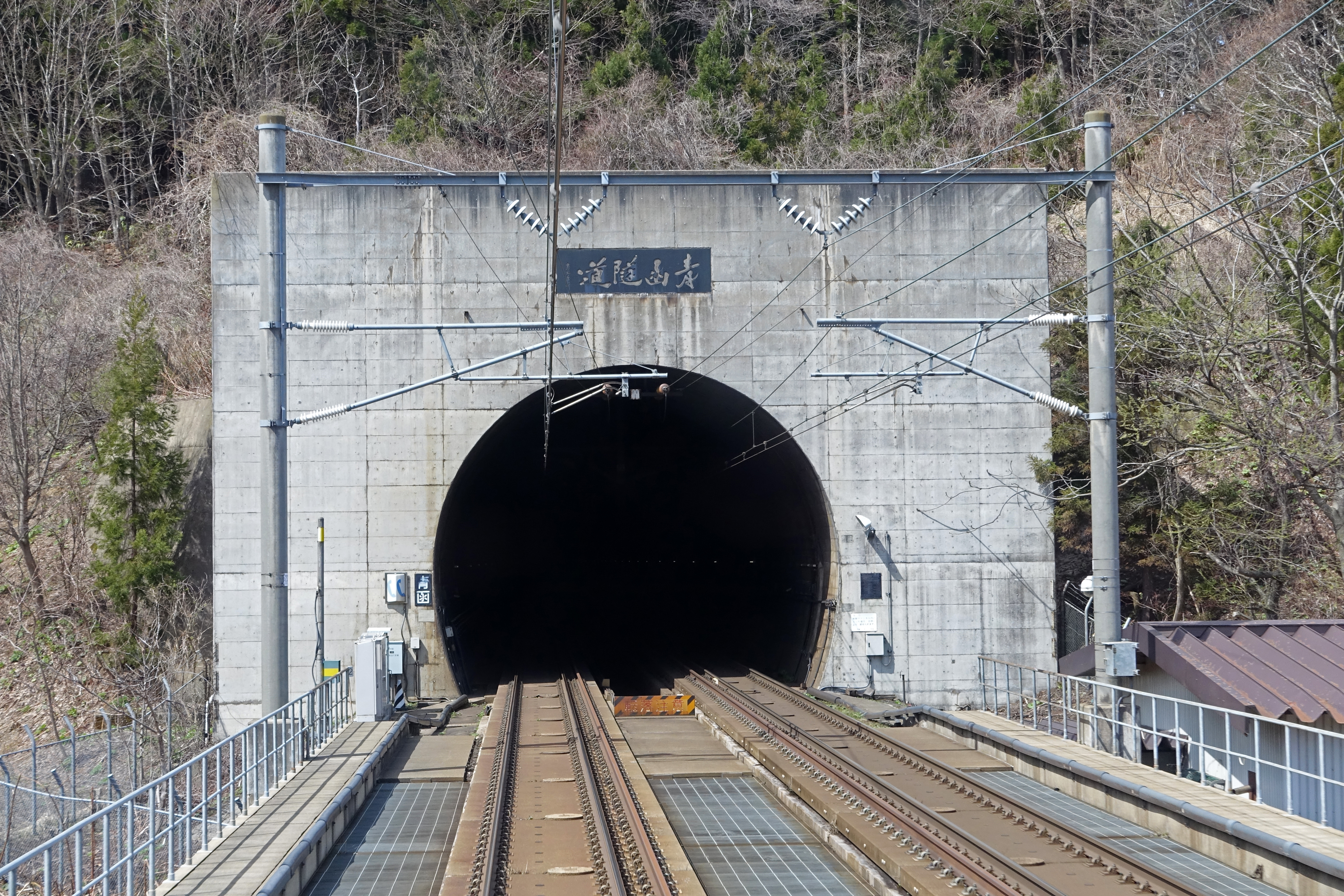
青函トンネルの本州側出入口
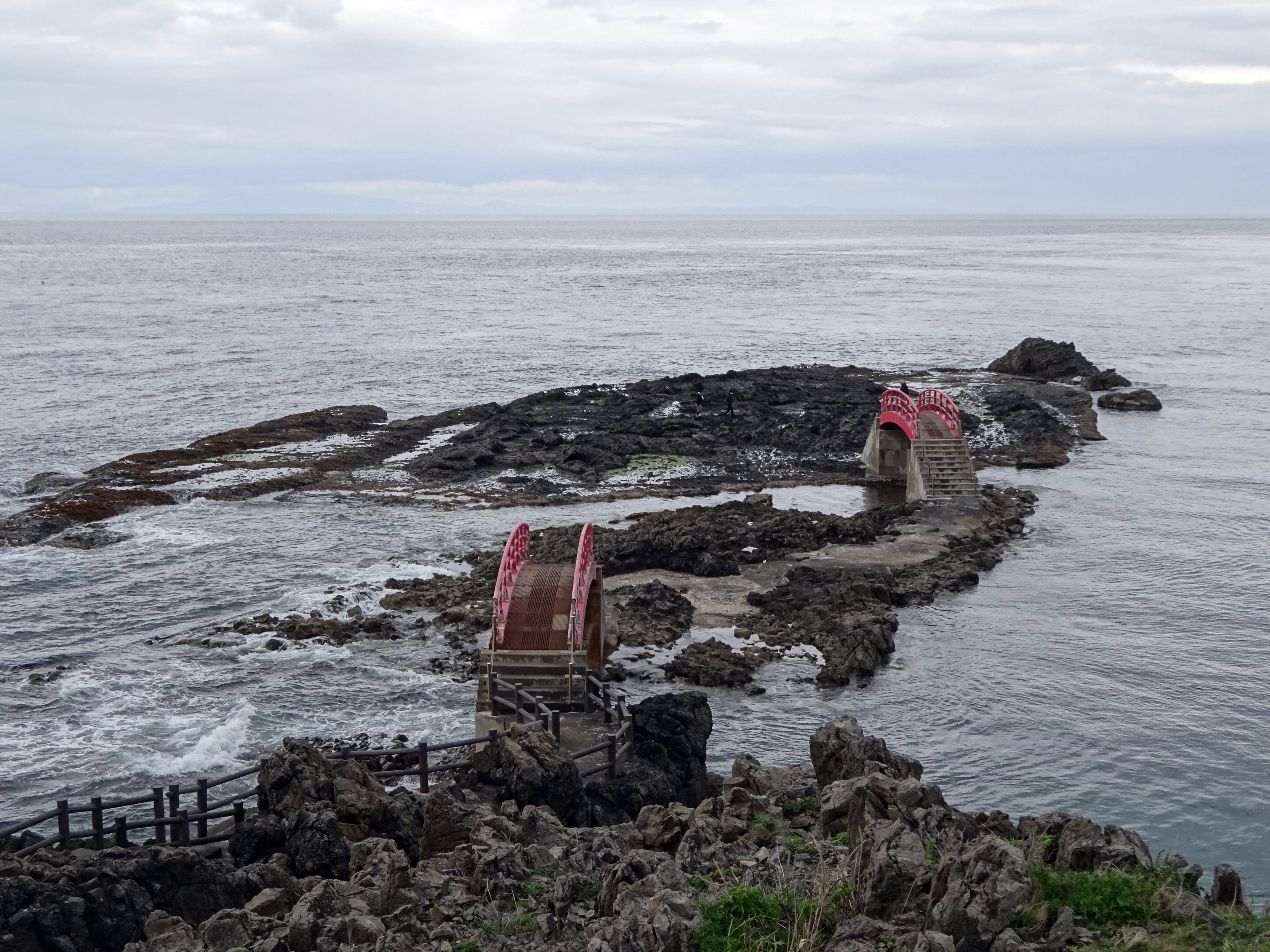
潮騒橋＆渚橋（高野崎）
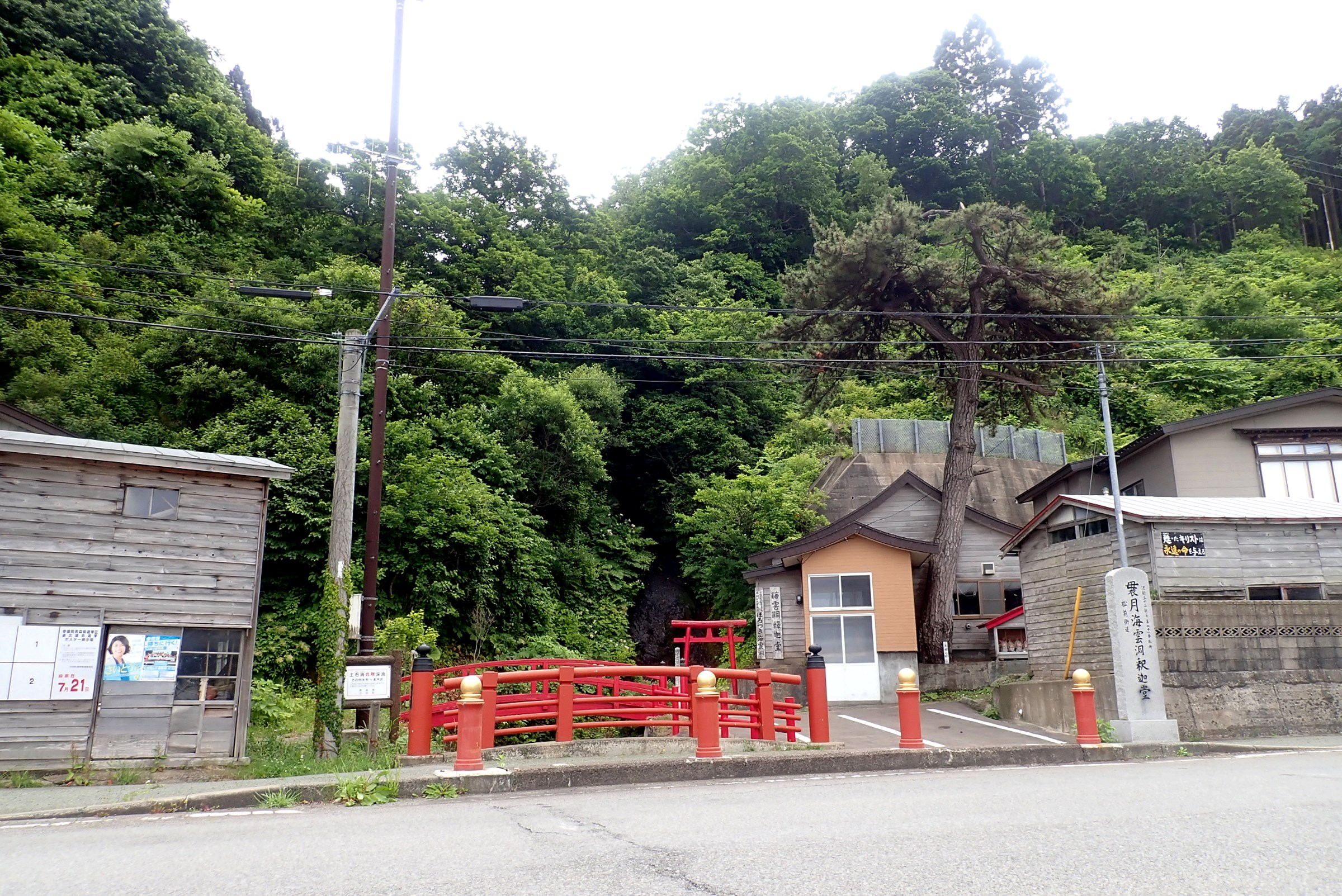
袰月海雲洞釈迦堂

## 出身有名人
- 太田家元九郎（漫談家）
- 青ノ海勇三（十両力士）